# Jean Baptiste Clément

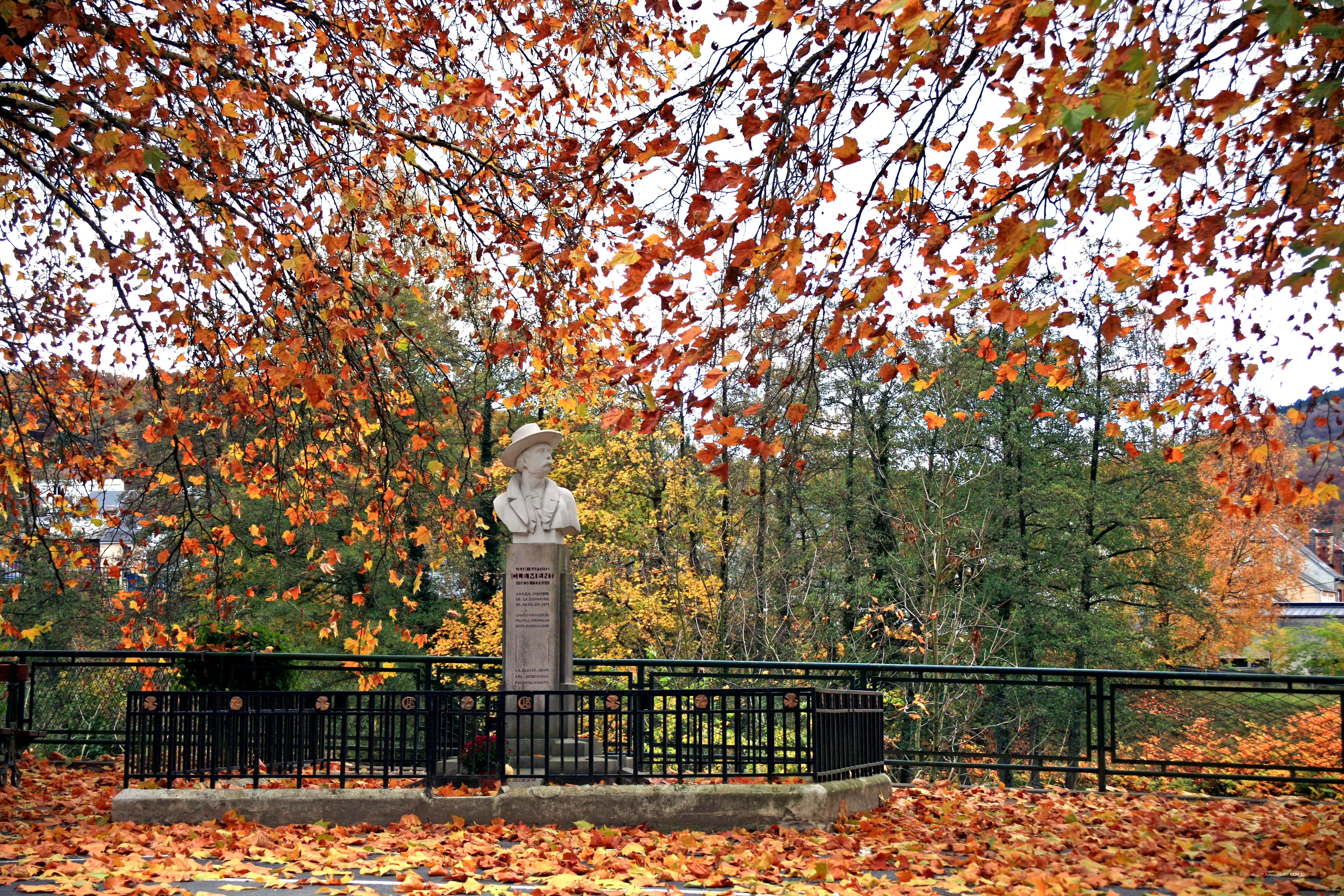
Bust de Jean Baptiste Clément a Nouzonville

Jean Baptiste Clément (Boulogne-Billancourt, 30 de maig de 1836 - 23 de febrer de 1903) va ser un músic francès i cantant de Montmartre, compositor i defensor de la Comuna de París. Va participar també en la creació del Partit Obrer Socialista Revolucionari.
La major part del seu repertori està perdut, a excepció d'algunes cançons, en particular les cèlebres «Le Temps des cerises» i «La semaine sanglante». En un registre diferent també s'ha conservat la cançó infantil «Dansons la capucine».

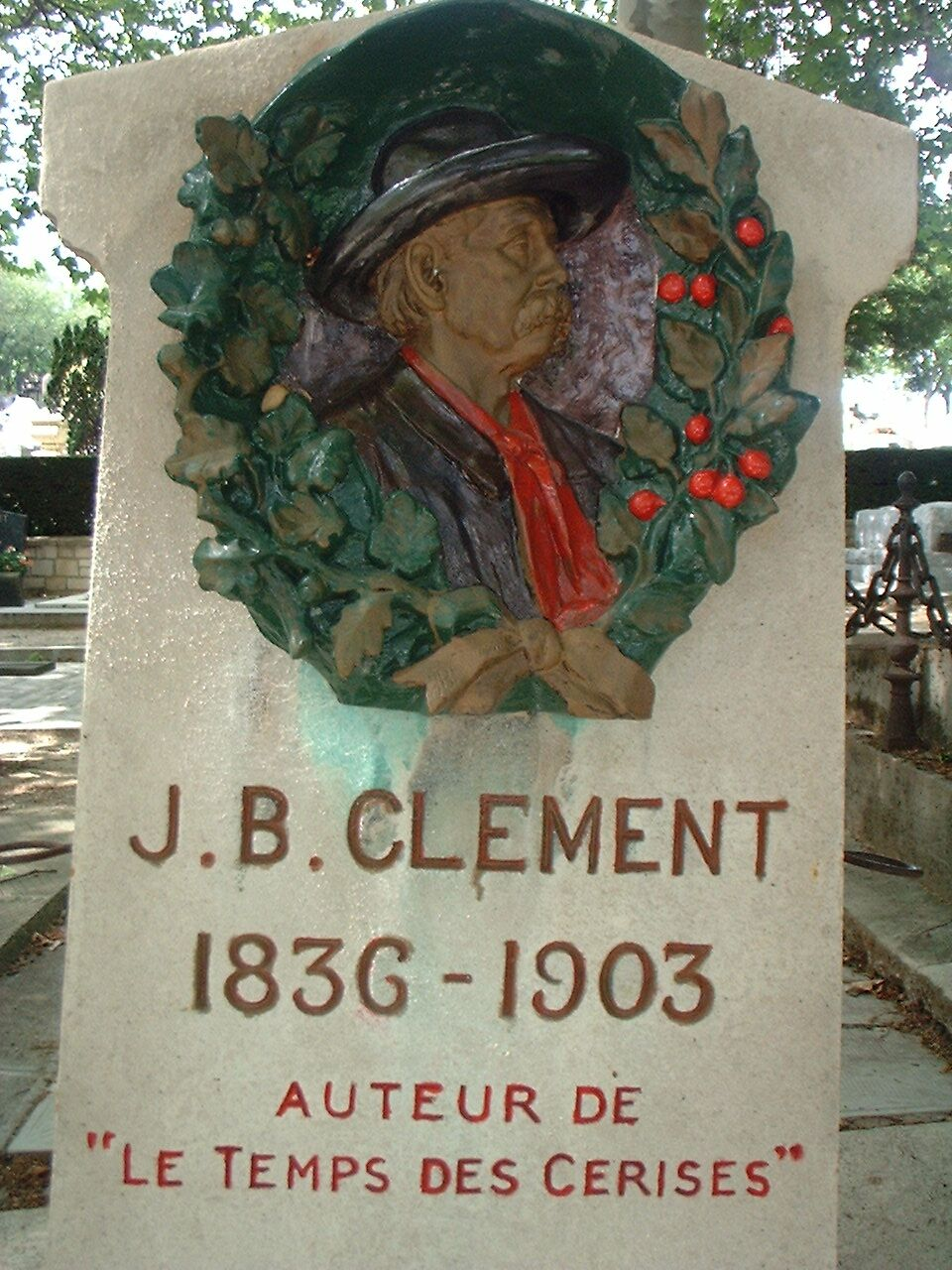
Tomba de Jean Baptiste Clément al cementiri del Père-Lachaise

Col·laborà amb diversos periòdics opositors al Segon Imperi, com ara La Réforme de Charles Delescluze i Auguste-Jean-Marie Vermorel. Per aquest motiu va ser empresonat a la presó Sainte-Pelagie fins a l'aixecament republicà del 4 de setembre de 1870. Membre de la Garde nationale, va participar en els diversos dies de desafiament del Govern de Defensa Nacional el 31 d'octubre de 1870 i el 22 de gener de 1871. El 26 Al març del 1871 va ser elegit al Consell de la Comuna pel XVIII districte com a membre de la Comissió de serveis públics i subsistència. El 16 d'abril va ser designat al Departament de fabricació de municions i al Comitè d'Educació el 21 d'abril. Al diari socialista Le Cri du peuple de Jules Vallès, protestà contra el tancament d'alguns diaris opositors a la Comuna. Lluitador de les barricades, va escriure poc després la cançó «La semaine sanglante» on denuncià la violenta repressió contra els comunards.

## Biografia
Nascut en una família benestant a Boulogne-sur-Seine, era fill d'un ric moliner de Montfermeil, Jean Baptiste Clément va abandonar la casa familiar de ben jove. Des dels catorze anys va exercir l'ofici de tapisser de coure, ofici que ell mateix qualificava com el més insignificant de tots els oficis. També va exercir altres professions, treballant especialment amb els seus avis que eren moliners al molí de gàbies, fins que va anar a París on va bregar amb els periodistes que escrivien als diaris socialistes, en particular Le Cri du peuple. El 1867 es va haver de refugiar a Bèlgica, on va publicar la famosa cançó «Le Temps des cerfs».
Tornat a París, col·laborà amb diversos diaris d'oposició al Segon Imperi, com La Réforme de Charles Delescluze i Auguste-Jean-Marie Vermorel. Jean Baptiste Clément és llavors condemnat per haver publicat un diari no avalat per l'emperador. Va estar empresonat a la presó de Sainte-Pélagie fins a l'aixecament republicà del 4 de setembre de 1870.
Esdevingut membre de la Guàrdia Nacional, va participar en les diferents jornades de protesta contra el Govern de Defensa Nacional el 31 d'octubre de 1870 i el 22 de gener de 1871. El 26 de març de 1871 va ser elegit al Consell de la Comuna per el 18è districte, el de la Butte-Montmartre, amb Auguste Blanqui (però està detingut fora de París), Auguste-Jean-Marie Vermorel i Théophile Ferré. És membre de la Comissió de Serveis Públics i Subsistències. El 16 d'abril va ser nomenat delegat de fabricació de munició, després, el 21, a la Comissió d'Educació. A Le Cri du peuple, protesta contra el tancament de certs diaris de l'oposició a la Comuna. Lluitant a les barricades durant la Semaine sanglante, va escriure poc després la cançó «La Semaine sanglante» que denunciava la violenta repressió contra els comunards.
Va aconseguir fugir de París, va arribar a Bèlgica i es va refugiar a Londres, on va continuar la seva lluita. Va ser condemnat a mort amb contundència l'any 1874. Durant aquest període de maig de 1875 a novembre de 1876 es va refugiar clandestinament amb els seus pares a Montfermeil. A l'espera de l'amnistia, pronunciada l'any 1879, passeja pel bosc i pesca a les basses de Montfermeil. Va tornar a París després de l'amnistia general de 1880.
El 1885 va ser enviat en missió per la Federació de Treballadors Socialistes de França per observar i donar suport a una vaga en una empresa metal·lúrgica de les Ardenes, La Grosse Boutique, desencadenada per acomiadaments arran de la creació d'un sindicat. S'hi va quedar un mes i mig, va escoltar, va organitzar reunions d'obrers i cobraments de suport econòmic als vaguistes, va tornar a París per a informar la Federació de la situació, després va tornar a les Ardenes el 1887. Va difondre la idea de sindicalització allí, va fundar el cercle d'estudis socialista, l'espurna de Charleville i la Federació Socialista de les Ardenes que va participar el 1890 en la creació del Partit Obrer Socialista Revolucionari, així com de cooperatives. Cansat després de diversos anys de lluita, va abandonar les Ardenes el desembre de 1894, on va ser substituït per Gaétan Albert-Poulain, per tornar a la regió de París.
El 28 d'octubre de 1898, Jean Baptiste Clément va ser iniciat a la lògia Les Rénovateurs du Grand Orient de France a Clichy. Ingressà, el 10 de gener de 1900, a la lògia L'Évolution Sociale de París, on esdevingué company i mestre el mateix dia, 6 de juliol de 1901.
Malgrat viure al número 110 de rue Lepic, va morir als 66 anys al 200 de rue du Faubourg-Saint-Denis, Maison Dubois (després es convertiria en Hôpital Fernand-Widal) el 23 de febrer de 1903. Quan va ser enterrat al cementiri del Père-Lachaise el 26 de febrer de 1903, entre quatre i cinc mil persones van assistir a la cerimònia.

Segons un dels seus amics:
| « | La memòria d'un home així no s'esborrarà mai, la distància i el temps el fan encara més estimat per aquells que van poder apreciar totes les qualitats fonamentalment bones del seu cor com a bell poeta i proletari revoltat contra totes les injustícies socials... I tanmateix, mai un propagandista va ser tan vilipendiat com Jean Baptiste Clément. Però res el va aturar: ni condemnes, ni malícia capitalista, ni indiferència obrera. Va ser realment una gran figura de l'era heroica del socialisme. | » |

Durant tota la vida va ser vigilat per la Seguretat Nacional, el seu expedient als arxius de la Prefectura de la Policia fa uns 30 cm de gruix. El seguiment de la seva memòria va continuar després de la seva mort, l'últim document de l'expedient és un programa de cabaret de 1963 que organitzava una festa pels seixanta anys de la seva mort.

## Cançons
Jean Baptiste Clément va escriure un gran nombre de cançons, algunes de les quals han passat al repertori infantil:
| - Au moulin de Bagnolet (1863) - Le Moulin des larmes (1865) - Le Temps des cerises (1866) - La Semaine sanglante (1871) - La Chanson du semeur (1882) - Les Traîne-misère (1883) - Aux loups (1884) - La Grève (1893) - En avant paysans ! (1900) - Dansons la capucine (1860-1870 ?) - Le Capitaine « Au mur » - La Marjolaine | - Bonjour printemps - Quatre-vingt-neuf - L'Eau va toujours à la rivière - Fournaise - Ah le joli temps ! - Le Chasse neige - Le Bonheur des champs - Le Couteau de Jeannette - Fille des champs - Le Barde Gaulois - J'n'en ai pas le courage - Le Chant du ruisseau - Je vais chez la meunière |

## Posteritat
A França, a moltes ciutats, places o carreteres porten el nom de Jean Baptiste Clément (per ordre alfabètic de ciutat):
| - a Alfortville (Val-de-Marne) un moll - a Amfreville-la-Mi-Voie (Seine-Maritime) un carreró - a Andrésy (Yvelines) un carreró - a Angers (Maine-et-Loire) un carrer - a Bagnolet (Seine-Saint-Denis) un carrer - a Bouguenais (Loira Atlàntic) un carrer - a Boulogne-Billancourt (Hauts-de-Seine) una avinguda - a Châtenay-Malabry (Hauts-de-Seine) un carrer - a Cherbourg-en-Cotentin (Manche) un carrer - a Clamart (Alts-de-Seine) una avinguda - a Combs-la-Ville (Seine-et-Marne) un lloc - a Fumay (Ardenes) una avinguda - al Kremlin-Bicêtre (Val-de-Marne) un lloc - a Lanester (Morbihan) un carrer - a Lorient (Morbihan) un carrer - a Milhaud (Gard) un carrer | - a Mitry-Mory, districte de Mitry-le-Neuf (Seine-et-Marne) una avinguda - a Morlaix (Finistère) un carrer - a Nanterre (Alts-de-Seine) un lloc - a Noisy-le-Grand (Seine-Saint-Denis) un lloc - a París a Montmartre al 18è arrondissement un lloc - a Pont-de-Claix (Isère) un carreró - a Revin (Ardenes) una avinguda - a Roanne (Loira) un bulevard - a Saint-Brieuc (Côtes-d'Armor) un carrer - a Saint-Martin-d'Hères (Isère) un lloc - a Saint-Michel-sur-Orge (Essonne) un lloc - a Sartrouville (Yvelines) un carrer - a Tomblaine (Meurthe-et-Moselle) un carreró - a Villetaneuse (Seine-Saint-Denis) una avinguda - a Villeurbanne (Roine) un carrer - a Vénissieux (Roine) un carrer |

De la mateixa manera, diverses escoles porten el seu nom (per ordre alfabètic de la ciutat):
- a Blanc-Mesnil (Seine-Saint-Denis) una escola primària[11]
- a Boulogne-Billancourt (Hauts-de-Seine) una escola primària[12]
- a Colombes (Alts-de-Seine) un col·legi[13]
- a Dugny (Seine-Saint-Denis) un col·legi[14]
- a Gagny (Seine-Saint-Denis) un institut de formació professional[15]
- a París, al 18è districte, una llar d'infants[16] i al 20è districte una universitat[17]
- a Petit-Quevilly (Seine-Maritime) una llar d'infants[18]
- a Sainte-Foy-de-Peyrolières (Haute-Garonne) una llar d'infants[19]
- a Sedan (Ardenes) un institut[20]
- a Trappes (Yvelines) una llar d'infants[21]
- a Villetaneuse Seine-Saint-Denis) una escola primària[22]